# Lluïsa de Gran Bretanya
Lluïsa de Gran Bretanya (en anglès Louise of Great Britain) va néixer a Londres el 27 de setembre de 1724 i va morir a Copenhaguen el 19 de desembre de 1751. Era la filla petita del rei Jordi II del Regne Unit (1683-1760) i de Carolina de Brandenburg-Ansbach (1683-1737). Essent una princesa del Regne Unit de la Gran Bretanya i Irlanda per raó del seu matrimoni va esdevenir reina consort de Dinamarca i Noruega.

## Matrimoni i fills
L'11 de desembre de 1743 es va casar amb el príncep Frederic (1720-1785), fill de Cristià VI i de Sofia Magdalena de Brandenburg-Kulmbach, hereu de Dinamarca i Noruega, que va ser coronat rei el 6 d'agost de 1746. Cinc anys després de casar-se va morir en el seu sisè embaràs al palau de Christianborg. Va ser enterrada a la catedral de Roskilde. Frederic V i Lluïsa de Gran Bretanya van ser pares de set nens, dels quals només cinc van sobreviure al part:
- Cristià (7 de juliol, de 1745 - 3 de juny, de 1747).
- Sofia Magdalena (3 de juliol, de 1746 - 21 d'agost, de 1813). reina consort de Gustau III de Suècia (1746-1792).
- Carolina Guillermina (10 de juliol, de 1747 - 19 de gener, de 1820). Consort de Guillem I, Elector de Hesse-Kassel (1743-1821).
- Cristià (29 de gener, de 1749 - 13 de març, de 1808), casat amb Carolina Matilde del Regne Unit (1751-1775).
- Lluïsa (30 de gener, de 1750 - 12 de gener, de 1831). Casada amb Carles de Hessen-Kassel (1744-1836), fou la mare de la princesa Lluïsa Carolina de Hessen-Kassel i àvia del futur Cristià IX de Dinamarca.